# Billy Boyd
Billy Boyd (* 28. srpna 1968, Glasgow) je skotský herec, známý především coby představitel Peregrina Brala ve filmovém zpracování trilogie Pán prstenů.

## Život a kariéra
Narodil se ve Skotsku Marry a Williamovi Boydovým. Má starší sestru Margareth. Vystudoval Královskou skotskou akademii umění a po absolvování pracoval jako tiskař knih. Zajímal ho zpěv a herectví a získal roli v Pánovi prstenů. Dříve už hrál ve skotském seriálu Inspektor Taggart. Role Peregrina Brala ho proslavila a začal dostávat nabídky na jiné filmy i seriály. Nadaboval i jednu z postav v posledním díle panenky Chucky. S partnerkou Ali McKinnon má syna Jacka. Založil skupinu Beecake, se kterou už vydal 2 CD a pořádá koncerty.

## Filmografie
- 2001 Pán prstenů: Společenstvo Prstenu – Peregrin Bral
- 2001 Film o filmu: Pán prstenů – Návrat krále (dokument)
- 2002 Pán prstenů: Dvě věže – Peregrin Bral
- 2002 Sniper 470
- 2003 Master & Commander: Odvrácená strana světa
- 2003 Pán prstenů: Návrat krále – Peregrin Bral
- 2004 Chuckyho sémě
- 2005 Sen noci svatojánské
- 2005 Za jasného dne
- 2005 Pán fanoušků: Společníci prstenu (dokument)
- 2006 Létající Skot
- 2006 Příběhy ztracených duší
- 2007 Po(d)vedená charita
- 2009 Ztraceni v lásce – Rufus
- 2010 Glenn 3948
- 2011 Čarodějky ze země Oz (seriál)
- 2011 Extáze
- 2014 A70